# Piz Grevasalvas
Der Piz Grevasalvas ⓘ (Komposition aus den rätoromanischen Wörtern greva für „feines Geröll“, „Geröllhalde“ und alv vom lateinischen albus für „weiss“) ist ein Berg nordwestlich von Maloja und südöstlich von Bivio im Kanton Graubünden in der Schweiz mit einer Höhe von 2931 m ü. M. Er ist ein beliebter Skitourenberg. Südlich vom Piz Grevasalvas befindet sich auf 2484 m ü. M. der Lunghinsee, der als Quelle des Inn gilt. Südöstlich befindet sich der europäische Hauptwasserscheidepunkt Pass Lunghin. Vom Piz Grevasalvas hat man eine umfassende Aussicht auf das Oberengadin und auf das Surgôt, den oberen Teil des Oberhalbsteins.

## Lage und Umgebung
Der Piz Grevasalvas liegt zuhinterst im Oberhalbstein. Er gehört zur Gruppe des Piz Lagrev, einer Untergruppe der Albula-Alpen. Auf dem Gipfel treffen sich die Gemeindegrenzen zwischen Sils im Engadin/Segl, Bregaglia und Surses. Der Piz Grevasalvas wird im Südosten durch das Oberengadin und im Norden durch die Tgavretga (ein wenig oberhalb Bivios südlich abzweigendes Seitental der Julierroute) eingefasst.
Zu den Nachbargipfeln gehören der Piz Materdell und die Muotta Radonda (im SAC Clubführer als Piz Nalar bezeichnet) im Nordosten und der Piz Lunghin und der Piz dal Sasc im Südwesten.
Talorte sind Bivio und Maloja. Häufiger Ausgangspunkt ist Plaun da Lej am Silsersee.

## Besonderheiten

### Wasserscheidepunkt Pass Lunghin
Südwestlich des Piz Grevasalvas liegt mit dem Pass Lunghin (2645 m ü. M.) der wichtigste Wasserscheidepunkt Mittel- und Westeuropas, da sich hier die Wasserscheiden zwischen den drei grössten Meeren treffen, die Europa umgeben (Europäische Hauptwasserscheide). Das Wasser fliesst nordwärts über Gelgia/Julia und Rhein zur Nordsee/Atlantik, südwärts über Maira/Mera und Po ins Mittelmeer und ostwärts über Inn und Donau ins Schwarze Meer.

### «Heididorf» Grevasalvas

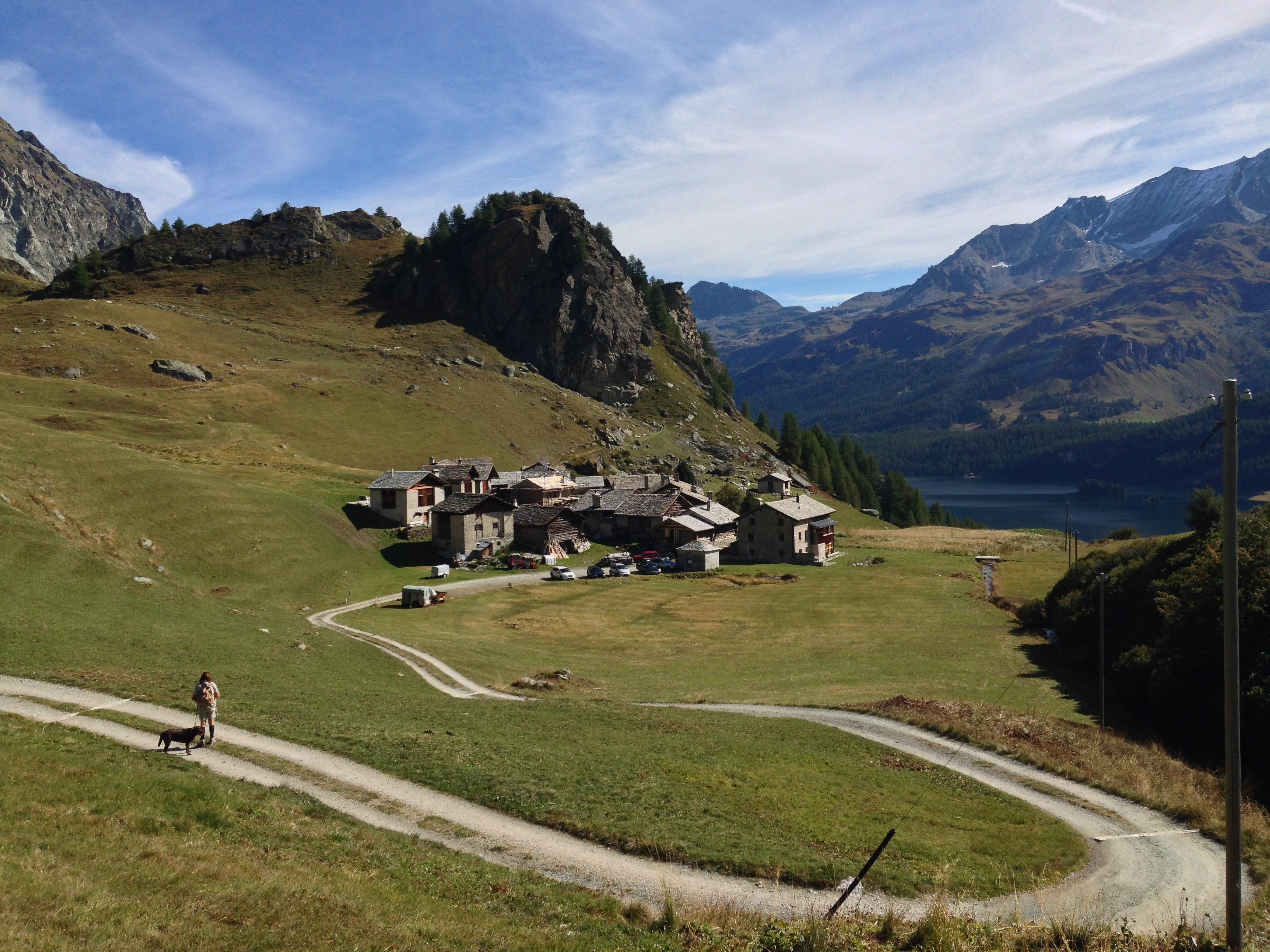
«Heididorf» Grevasalvas

Östlich vom Piz Grevasalvas befindet sich die kleine Sommersiedlung Grevasalvas. In Grevasalvas wurde 1978 die 26-teilige Kinderserie Heidi produziert, die sich sehr eng an den Romanen Heidis Lehr- und Wanderjahre und Heidi kann brauchen, was es gelernt hat von Johanna Spyri orientierte.

## Routen zum Gipfel
Der Piz Grevasalvas erhebt sich direkt über dem Lunghinsee und fällt gegen diesen in mehreren übereinander liegenden Felsstufen ab. Die Ostseite ist abgeflacht und leicht zu besteigen.

### Sommerrouten

#### Von Osten
- Ausgangspunkt: Plaun da Lej (Sils im Engadin, 1799 m)
- Via: Sommersiedlung Grevasalvas, Plaun Grand, Lej Nair
- Schwierigkeit: L, als Wanderweg weiss-rot-weiss markiert
- Zeitaufwand: 4 Stunden

#### Über den Südostgrat
Schöne Kletterstellen auf relativ gutem Fels, es kann beliebig auf das Plattengelände des Osthangs ausgewichen werden.
- Ausgangspunkt: Maloja (1809 m) oder Plaun da Lej (1799 m)
- Via: Sattel P. 2548

1. Von Maloja via Lunghinsee zum Sattel P. 2548
2. Von Plaun da Lej via Grevasalvas, Plaun Grand, Richtung Lunghinsee zum Sattel P. 2548

- Schwierigkeit: ZS-S, III-IV, bis P. 2548 als Wanderweg weiss-rot-weiss markiert
- Zeitaufwand:

1. 4–6 Stunden von Maloja (je nach Routenwahl)
2. 4¼–6¼ Stunden von Plaun da Lej (je nach Routenwahl)

- Alternative: Die Erkletterung des ersten Zwillingsturms (2740 m) des Grates ist eine oft für sich allein ausgeführte Kletterei (Schwierigkeit S, IV+).

#### Über den Südwestgrat
- Ausgangspunkt: Maloja (1809 m), Casaccia (1458 m), Bivio (1769 m) oder Juf (2117 m)
- Via: Pass Lunghin (2645 m)

1. Von Maloja via Lunghinsee, Pass Lunghin
2. Von Casaccia via Val Maroz, Septimerpass (2310 m), Pass Lunghin
3. Von Casaccia dem Septimerweg nach bis P. 1839.2, Alpascela, Alpascelin, Pass Lunghin
4. Von Bivio via Tgavretga, Septimerpass, Pass Lunghin
5. Von Juf via Forcellina (2672 m), Septimerpass, Pass Lunghin

- Schwierigkeit: L
- Zeitaufwand:

1. 3¾ Stunden von Maloja
2. 5¼ Stunden von Casaccia via Septimerpass
3. 5¼ Stunden von Casaccia via Alpascelin
4. 4½ Stunden von Bivio
5. 5¼ Stunden von Juf

- Bemerkung: Bis Pass Lunghin als Wanderweg weiss-rot-weiss markiert

### Winterrouten
Im Frühjahr besonders lohnende Tour.

#### Vom Julierpass
- Ausgangspunkt: La Veduta (westlich vom Julierpass, 2237,9 m)
- Via: Leg Grevasalvas, Fuorcla Grevasalvas 2688 m
- Expositionen: N, SE
- Schwierigkeit: WS
- Zeitaufwand: 4½ Stunden
- Bemerkung: Langer Aufstieg mit viel Flachteil, als Abfahrt wegen den 2–3 Gegensteigungen nicht geeignet.

#### Von Plaun da Lej
|  | - Ausgangspunkt: Plaun da Lej (Sils im Engadin, 1799 m) - Via: Sommersiedlung Grevasalvas, Plaun Grand, Lej Nair - Expositionen: SE - Schwierigkeit: WS - Zeitaufwand: 3½ Stunden - Alternative: Der Lej Nair kann von Plaun da Lej aus direkt über eine Steilstufe (rot) oder über eine von P. 2364 nach rechts hochführende Rampe überwunden werden (blau). |

#### Von Bivio
- Ausgangspunkt: Bivio (1769 m)
- Via: Tgavretga, Fumia, im Uhrzeigersinn um Bleis Lunga zu P. 2623, zum Nordostgrat von Piz Grevasalvas
- Expositionen: N, NW
- Schwierigkeit: ZS
- Zeitaufwand: 4 Stunden
- Alternative: Als Abfahrt kann von P. 2623 auch nach links in den Hang gequert werden
- Bemerkung: Nur bei sicheren Verhältnissen (35° steil auf 200 m)

## Galerie

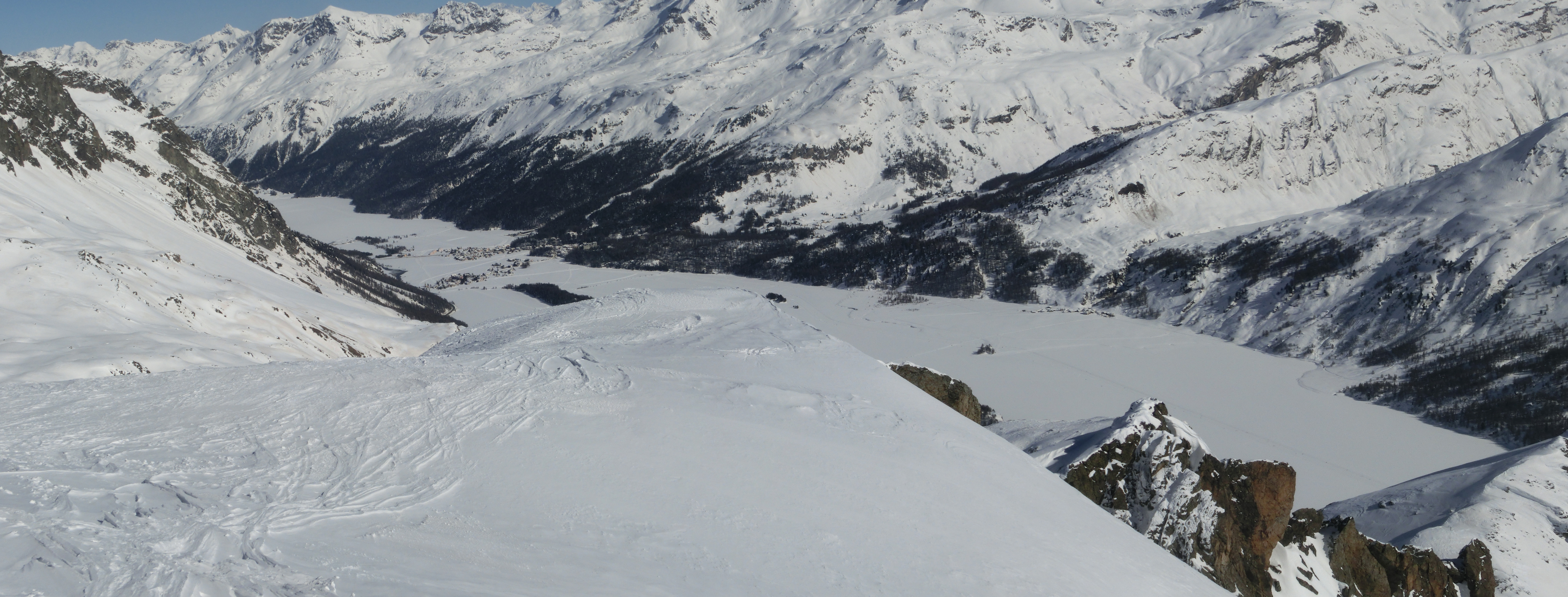
Blick nach Westen ins Oberengadin.
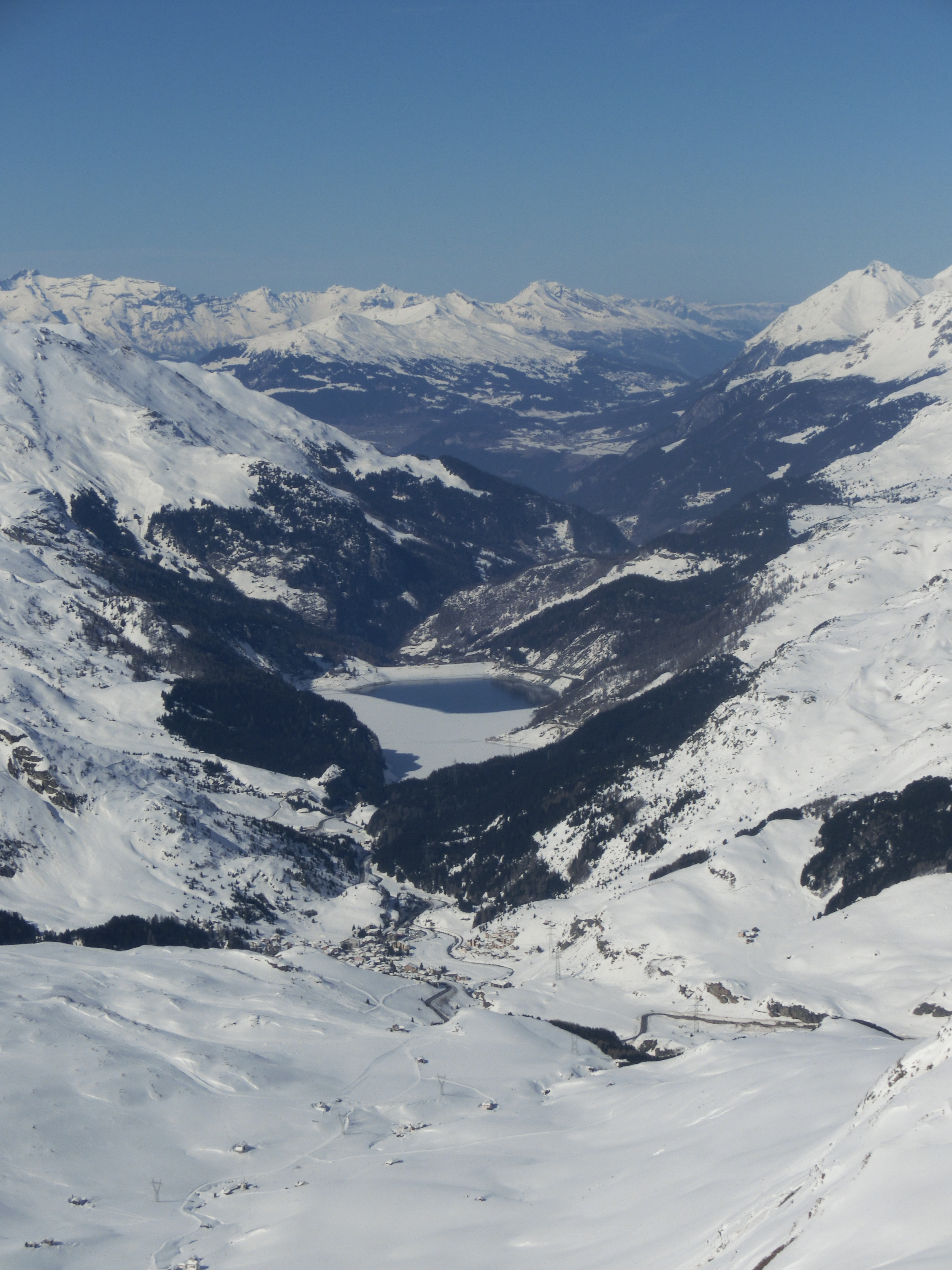
Blick nach Norden zum Surgôt (oberes Teil vom Oberhalbstein), dahinter die Lenzerheide.
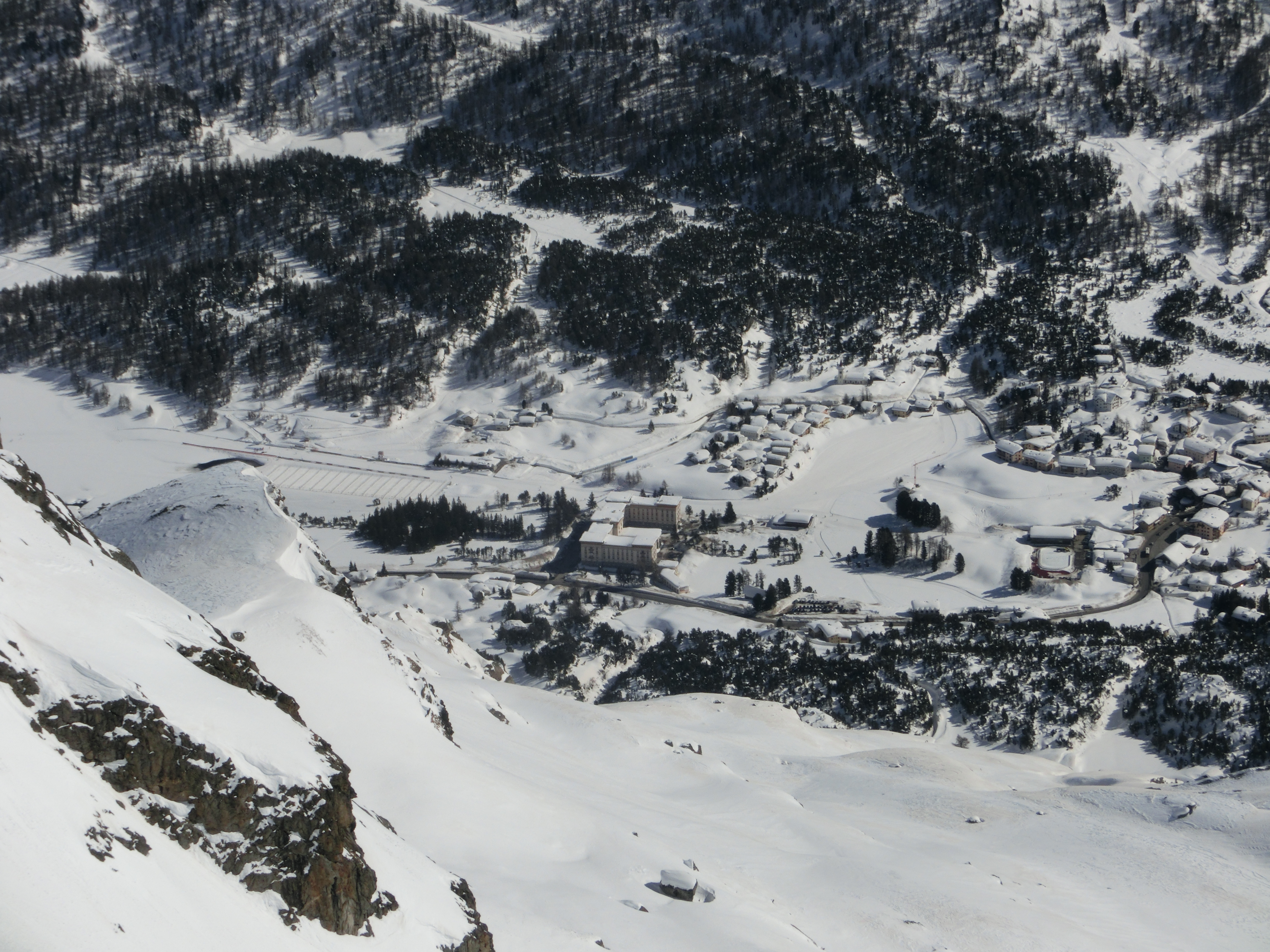
Blick nach Südosten nach Maloja.
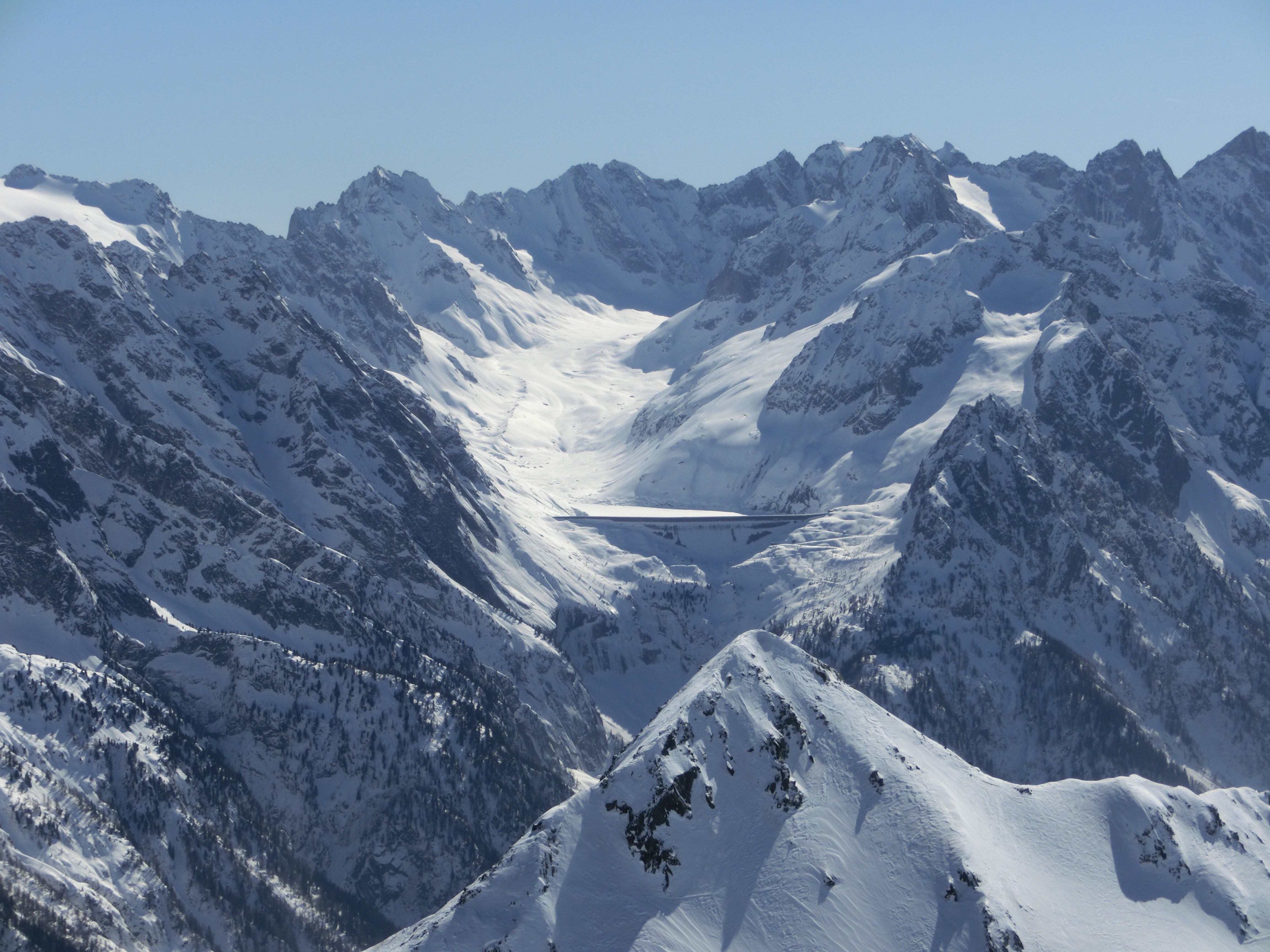
Blick nach Süden zum Albignasee.
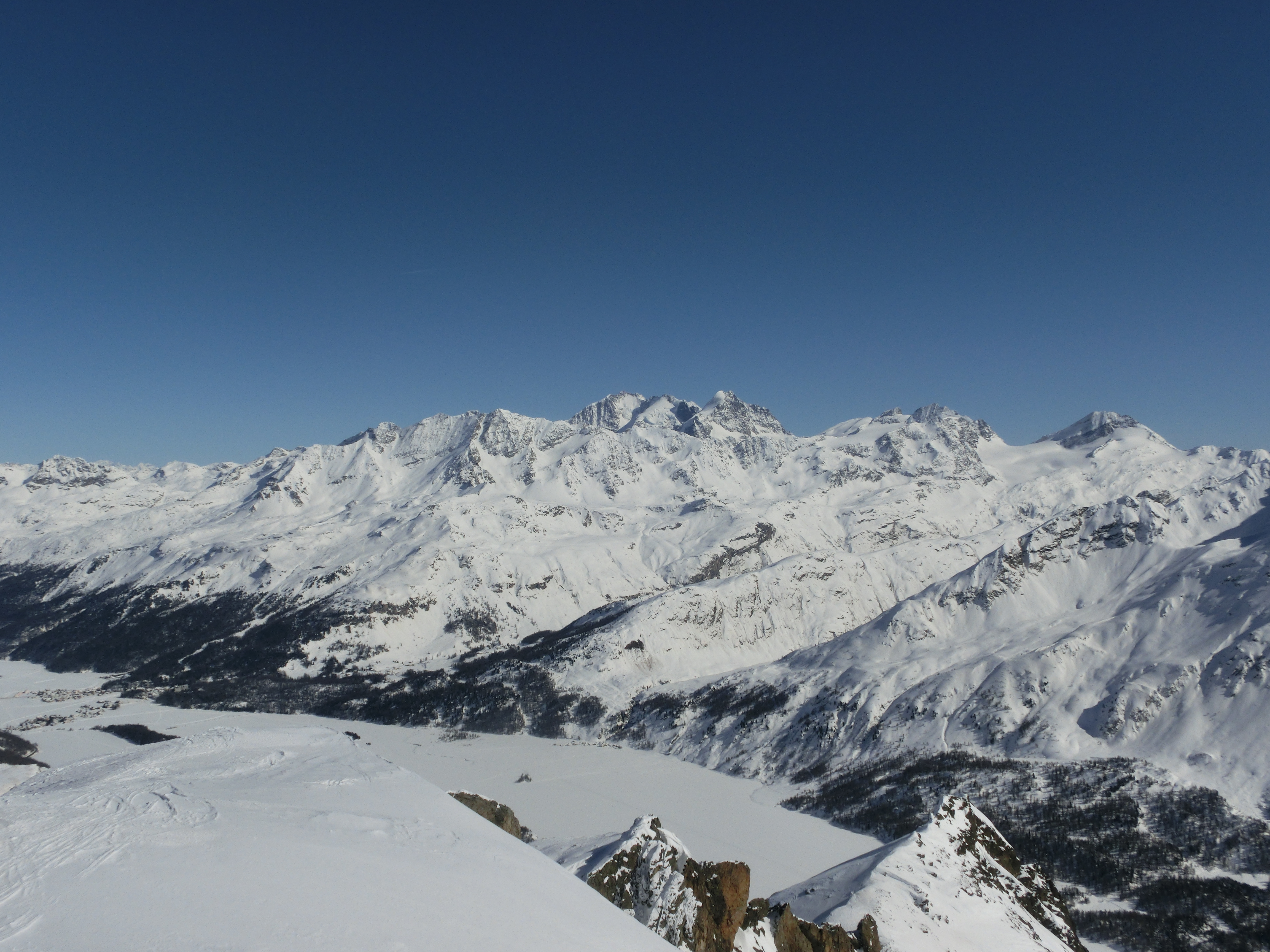
Blick zur Berninagruppe.
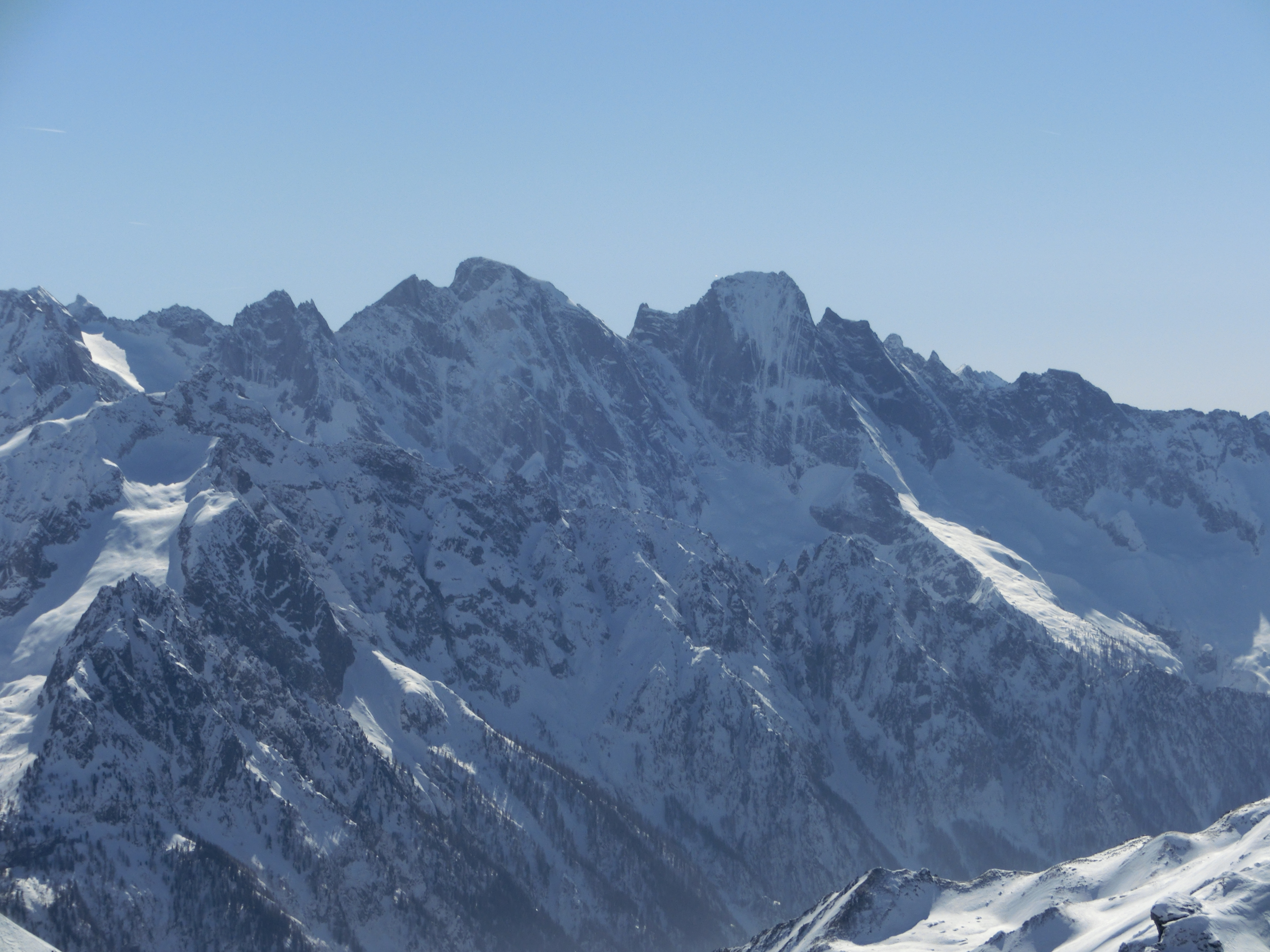
Blick zum Piz Badile.
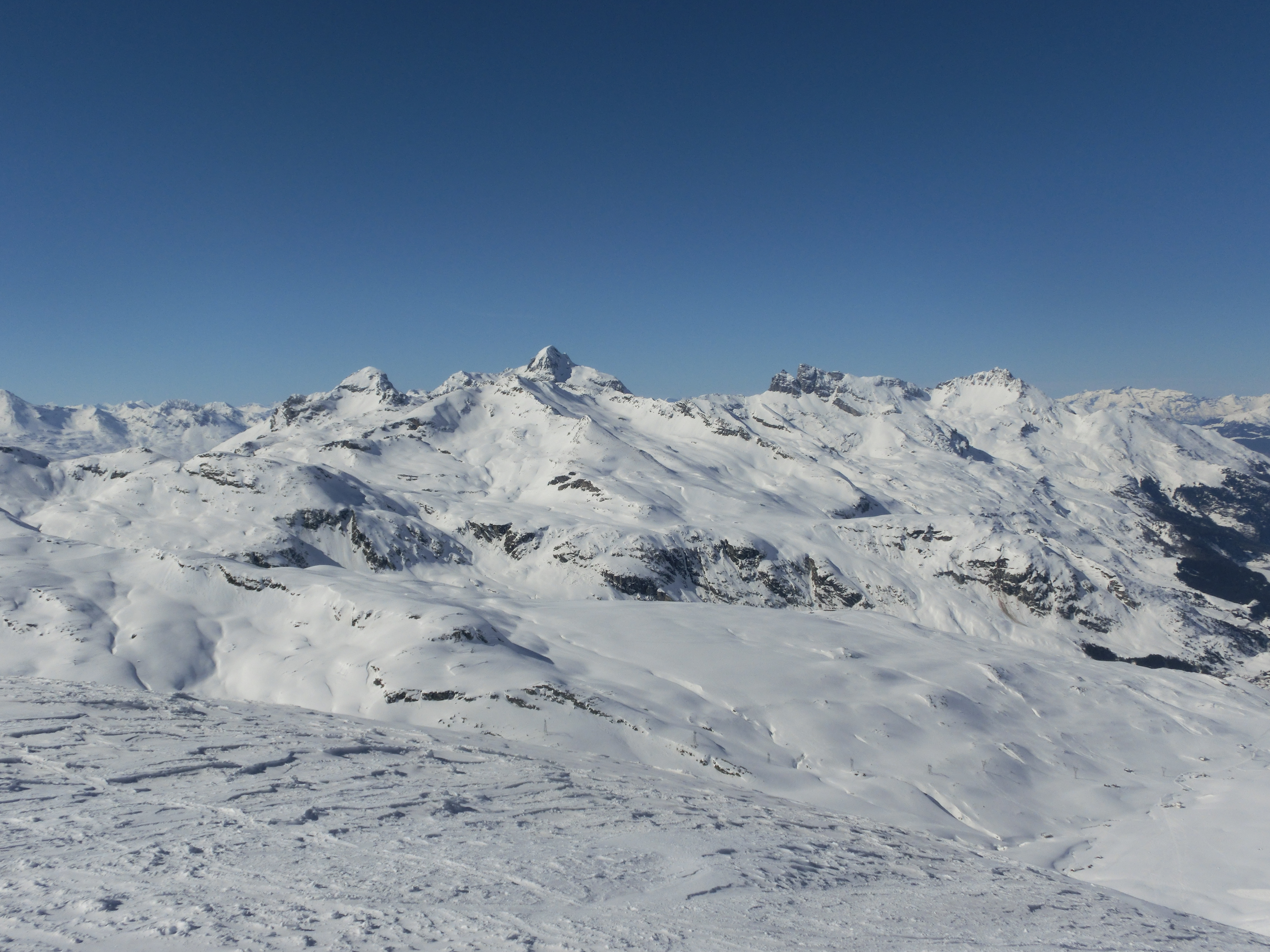
Blick zu Piz Platta, Piz Forbesch und Piz Arblatsch (v. l. n. r.).